# Marmosops fuscatus
Marmosops fuscatus é uma espécie de marsupial da família Didelphidae. Pode ser encontrada na Colômbia, Venezuela e Trinidad e Tobago.